# Armée du Midi

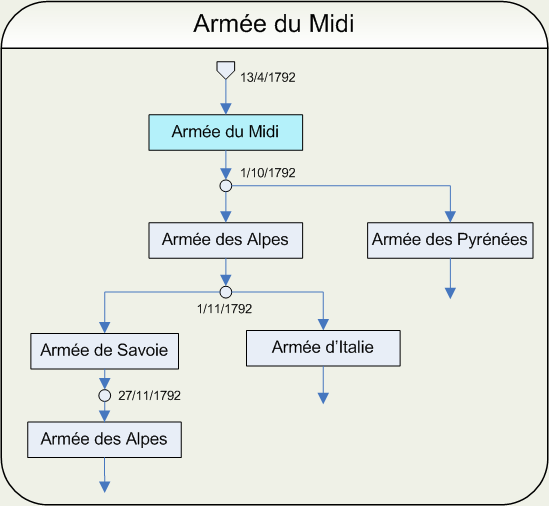
Entwicklung der Armée du Midi

Die Armée du Midi war eine nur kurzlebige Armee zur Zeit der französischen Revolution, die 1792 noch auf Befehl von König Ludwig XVI. aufgestellt wurde.

## Aufstellung und Entwicklung 1792
Die Armee existierte nur fünf Monate, bevor sie in insgesamt drei Armeen geteilt wurde.
Die Aufstellung erfolgte am 13. April 1792 durch Dekret des Königs.
Bereits am 1. Oktober wurde die Armee auf Anordnung des Nationalkonvents in die:
Armée des Alpes
und die
Armée des Pyrénées
aufgeteilt.
Bereits mit dem 1. November 1792 wurde, wiederum auf Anordnung des Nationalkonvents, die „Armée de Alpes“ in die:
Armée d’Italie
und die
Armée de Savoie
geteilt.
Nach der Eingliederung des Herzogtums Savoyen unter dem Namen „Département du Mont-Blanc“ in die Französische Republik wurde per Anordnung des Nationalkonvents vom 27. und 29. November die „Armée de Savoie“ in „Armée des Alpes“ umbenannt.
Zusammengesetzt war die Armee aus Gardes nationales von Arles, Marseille, Beaucaire und Montpellier nach den entsprechenden Aufgeboten in diesen Städten. Die meisten der Soldaten kamen jedoch aus dem Arrondissement Arles. Weiterhin stammten Teile der Armee aus dem Département Isère, dem Département Gard, dem Département Bouches-du-Rhône und aus dem Département Var. Die Aufstellung und das Kommando waren dem Marquis de Montesquiou-Fézensac übertragen.
Der Général d'Anselme, als Kommandant eines Korps im Département Var dem Général de Montesquiou unterstellt, versuchte sich mit seiner Truppe am 30. September 1792 unter dem Namen „Armée de Var“ zu verselbstständigen, scheiterte aber mit seinem Vorhaben.
Eine weitere „Armee du Midi“ wurde anlässlich der Kämpfe in Spanien (Spanischer Unabhängigkeitskrieg) im Jahre 1810 unter dem Kommando von Maréchal Soult aufgestellt. Im Jahr 1812 übernahm dann der Général Gazan de la Peyrière per Interim das Kommando bis 1813.
Diese Armee (auch „Armée d'Andalousie“ genannt) zog sich 1813 nach der Niederlage in der Schlacht bei Vitoria über den Col de Roncevaux nach Frankreich zurück, wo sie von Soult als „Armée des Pyrénées“ reorganisiert wurde.

## 1792 bestanden die folgenden Armeen

### Armée du Midi
- vom 13. April bis 7. Oktober 1792: Armeekommandant war Général de Montesquiou-Fézensac

### Armée des Alpes
- vom 8. Oktober bis 6. November 1792: Kommandant  Général de Montesquiou-Fézensac

### Armée de Savoie
- vom 7. bis 13. November 1792: Kommandant Général de Montesquiou-Fézensac
- vom 13. November bis 4. Dezember, Kommandant per intérim: Général d'Ornac

### Armée des Alpes
- vom 5. bis 24. Dezember 1792: Kommandant per intérim: Général d'Ornac
- vom 25. Dezember 1792 bis 5. Mai 1793: Kommandant Général Kellermann